# Adenomera heyeri
Adenomera heyeri là một loài ếch thuộc họ Leptodactylidae.
Loài này có ở Guyane thuộc Pháp, có thể cả Brasil, và có thể cả Suriname.
Môi trường sống tự nhiên của chúng là rừng ẩm vùng đất thấp nhiệt đới hoặc cận nhiệt đới.